# Tessab
Tessab annonsbyrå AB, tidigare Thörnblad–Scholanders annonsbyrå, senare Young & Rubicam AB, var en svensk reklambyrå under större delen av 1900-talet.

## Historik
Tessab hade sitt ursprung i amerikanska J. Walter Thompsons kontor i Stockholm som etablerades 1928. År 1934 såldes detta till cheferna Hugo Thörnblad och Sten Scholander. Byrån fick namnet Thörnblad–Scholanders annonsbyrå A.-B. År 1943 ändrades namnet officiellt till Tessab annonsbyrå A.-B.
1963 blev Claes Mörner och Curt Hellquist ägare till Tessab. År 1969 såldes byrån till Young & Rubicam och namnet ändrades till Young & Rubicam, Tessab. Vid övertagande var Tessab Stockholms näst största och Sveriges femte största reklambyrå med 140 anställda och en omsättning på 52 miljoner. Ett par år senare, år 1970, var byrån landets nionde största med en omsättning på 42,6 miljoner och 109 anställda.
År 1972 ändrades namnet till Young & Rubicam AB.
År 1989 köpte Young & Rubicam en annan tidigare fristående byrå, Hall & Cederquist. Y&R:s Stockholmskontor slogs den 1 september 1989 ihop med H&C och det sammanslagna namnet blev Hall & Cederquist/Young & Rubicam AB, vanligen förkortat HCYR. Young & Rubicam AB hade 17 anställda innan sammanslagningen.

## Kunder och kampanjer
- Glace-Bolaget. Skapade GB-gubben år 1965.[10][11][12]
- Tvålen Bliw. Koncept, kampanj och förpackningsgrafik skapades vid Tessab inför lanseringen 1968.
- Gevalia. Skapade konceptet "Oväntat besök" som lanserades 1985.
- Trygg Hansa. Vann byråns enda guldägg år 1983 genom reklamfilmer regisserade av Roy Andersson.[13]

## Ledning
Sten Scholander var byråns första vd. Senare vd:ar har varit Gustaf Genmark, Yngve Pehrsson, Claes Mörner, Curt Hellquist, Carl-Gunnar Alm (från 1970) och Brian Harrison.